# Gliniec, Tỉnh West Pomeranian
Gliniec [ˈɡliɲet͡s] (tiếng Đức Neu Glien) là một khu định cư ở khu hành chính của Gmina Stare Czarnowo, thuộc hạt Gryfino, West Pomeranian Voivodeship, ở phía tây bắc Ba Lan. Nó nằm khoảng 4 kilômét (2 mi)   phía tây Stare Czarnowo, 17 km (11 mi) ở phía đông Gryfino và 17 km (11 mi) về phía đông nam của thủ đô khu vực Szczecin.
Trước năm 1945, khu vực này là một phần của Đức. Sau Thế chiến II, khu vực này được đặt dưới sự quản lý của Ba Lan bởi Hiệp định Potsdam dưới những thay đổi về lãnh thổ mà Liên Xô yêu cầu. Hầu hết người Đức chạy trốn hoặc bị trục xuất và thay thế bằng người Ba Lan bị trục xuất khỏi khu vực Ba Lan do Liên Xô sáp nhập.